# 서진 (조선)
서진(徐晉)은 조선 초기의 문신이다. 본관은 이천(利川). 자는 회지(晦之)이다.

## 생애
1399년(정종 원년) 의금부부진무(義禁府副鎭撫)로 재직 중, 진사시(進士試)에 장원으로 합격하였고, 1401년(태종 1) 증광시(增廣試)에도 동진사(同進士) 18위로 급제했다.
1415년(태종 15) 사간원(司諫院)에서 상소를 올려 동전의 주조를 그만두기를 청했는데, 이 때 서진도 헌납(獻納)으로서 참여했다.
1417년(태종 17) 병조정랑(兵曹正郞)으로 있을 때 연회자리에서 술과 과일을 즐겼다는 이유로 병조판서(兵曹判書) 이원(李原), 병조참판(兵曹參判) 이춘생(李春生), 평양군(平陽君) 김승주(金承霔), 이조판서(吏曹判書) 박신(朴信), 공조판서(工曹判書) 성발도(成發道), 파평군(坡平君) 윤곤(尹坤), 총제(摠制) 하경복(河敬復) 등과 함께 사헌부(司憲府)의 탄핵을 받았으나, 태종(太宗)이 논하지 말라고 하여 벌을 면했다.
세종(世宗)조에 사복시윤(司僕寺尹), 지울진군사(知蔚珍郡事), 지영천군사(知永川郡事)를 차례로 역임했고, 이후 관직이 예조참의(禮曹參議)에 이르렀다.

## 가족 관계
- 증조 - 서인(徐諲) : 사헌집의(司憲執義)
  - 조부 - 서욱(徐勖) : 위위시승(衛尉寺丞), 증(贈) 좌승지(左承旨)
    - 아버지 - 서효손(徐孝孫) : 증 이조참판(吏曹參判)
    - 어머니 - 직제학(直提學) 조계방(曺繼芳)의 딸
      - 형 - 서유(徐愈, 1356년 ~ 1411년) : 이성군(利城君), 양경공(良景公)
        - 아들 - 서혼(徐混) : 서강(徐岡, ? ~ 1461년)의 아버지